# Georgi Dimitrov

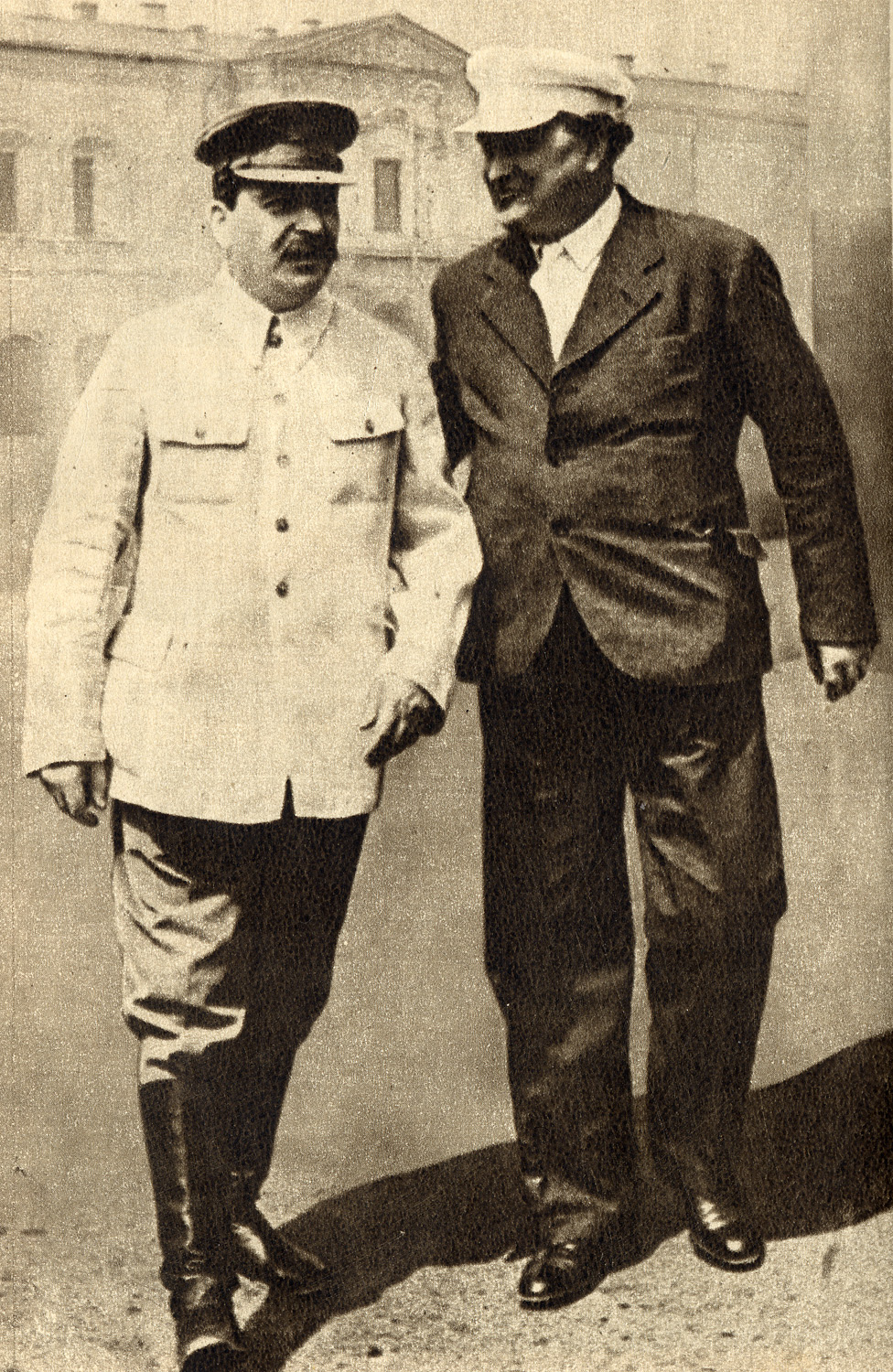
Dimitrov (rechts) met Stalin

Georgi Michailov Dimitrov (Bulgaars: Георги Михайлов Димитров) (Radomir, 28 juni 1882 - Moskou, 2 juli 1949) was van 1946 tot 1949 premier van Bulgarije.
Dimitrov werd geboren in Radomir. In 1902 werd hij lid van de Bulgaarse Sociaaldemocratische Partij. Spoedig werd hij lid van de vleugel van de zogenaamde 'Nauwe Socialisten' (bolsjewisten). In 1908 werd hij lid van het centraal comité van de Bulgaarse Sociaaldemocratische Partij en in 1913 werd hij in de volksvertegenwoordiging gekozen. Tijdens de Eerste Wereldoorlog zat hij gevangen. In 1918 kwam hij vrij en een jaar later was hij medeoprichter van de Bulgaarse Communistische Partij (BKP).
In 1923 was Dimitrov een van de leiders van een grote communistische opstand in Bulgarije. Toen de opstand werd onderdrukt, ging hij naar Moskou waar hij voor de Komintern (Communistische Internationale) ging werken. In het begin van de jaren dertig werkte hij als Komintern-agent in Duitsland. Na de brand in de Duitse Rijksdaggebouw in 1933 werd Dimitrov samen met twee andere Bulgaren, de Duitse communist Ernst Torgler en de Nederlandse metselaar en communist Marinus van der Lubbe gearresteerd. Tijdens het proces verdedigde hij zich moedig tegen Hermann Göring en de nazi's moesten hem vrijlaten. Na zijn vrijlating ging hij direct naar Moskou terug en werd benoemd tot secretaris-generaal van de Komintern (1935-1943).
Na de Tweede Wereldoorlog raakte Bulgarije binnen de invloedssfeer van de Sovjet-Unie en werd het land geleidelijk aan communistisch. In 1946 keerde Dimitrov naar Bulgarije terug en werd tot premier en secretaris van de Bulgaarse Communistische Partij benoemd. Dimitrov was nauw betrokken bij het opstellen van de nieuwe constitutie van Bulgarije (vandaar de naam 'De Dimitrov-Grondwet'; een kopie van de Russische van 1936). In 1946 riep Dimitrov Bulgarije uit tot volksrepubliek en het land werd een communistische staat. Zijn buitenlandse politiek was extreem pro-Sovjet, maar zijn plannen voor een Balkanfederatie met Joegoslavië werden door Jozef Stalin de grond in geboord (1947-1948). Sindsdien raakte hij uit de gratie bij Stalin. In 1949 stierf hij tijdens een bezoek aan de USSR. Hij werd opgevolgd door Vassil Kolarov.

## Varia
- De steden Dimitrovgrad (Rusland), Dimitrovgrad (Bulgarije) en Dimitrovgrad (Servië) zijn naar hem vernoemd.

- Bibsys: 90125127
- Biblioteca Nacional de Chile: 000218004
- Biblioteca Nacional de España: XX907995
- Bibliothèque nationale de France: cb12029943s (data)
- Catàleg d'autoritats de noms i títols de Catalunya: 981058602688906706
- CiNii: DA02422986
- Digitale Bibliotheek voor de Nederlandse Letteren: dimi002
- Gemeinsame Normdatei: 118525735
- International Standard Name Identifier: 0000 0001 2281 6500
- Library of Congress Control Number: n80050514
- Nationale Bibliotheek van Letland: 000155392
- National Archives and Records Administration: 55898988
- Bibliotheek van het Japanse parlement: 00437939
- Nationale Bibliotheek van Tsjechië: jn19990001783
- Nationale bibliotheek van Australië: 35036732
- Nationale Bibliotheek van Israël: 987007260563705171
- Nationale Bibliotheek van Polen: a0000001222279
- Nationale en Universitaire bibliotheek Zagreb: 000098437
- Nederlandse Thesaurus van Auteursnamen: 068541473
- Istituto Centrale per il Catalogo Unico: IEIV005780
- LIBRIS: 49238
- SNAC: w65f10r3
- Système universitaire de documentation: 02847032X
- Trove: 808211
- Virtual International Authority File: 71405733
- WorldCat: E39PBJc3FJGjQkRyHq7pvK7rbd